# Patrick Demouy
Pour les articles homonymes, voir Demouy.
Patrick Demouy est un historien et écrivain français spécialiste du Moyen Âge, né le 26 juin 1951 à Beauvais.

## Biographie
Né à Reims, Patrick Demouy a fait ses études et sa carrière dans la cité. Né en 1951, entré à l’Université de Reims Champagne-Ardenne en 1968, agrégé d'histoire en 1973, il y a enseigné, comme chargé de cours, maître de conférences puis professeur, jusqu'à sa retraite en 2016.  
La Cathédrale Notre-Dame de Reims a été l'aiguillon de ses recherches,. D'une part il a étudié le monument et son iconographie, lui consacrant plusieurs ouvrages, dirigeant en 2010 la grande synthèse de la collection La Grâce d'une cathédrale (Strasbourg, La Nuée Bleue, 544 p.), organisant en 2011 le colloque international du huitième centenaire (publié en 2017 aux Presses de l'Université de Paris-Sorbonne. D'autre part il a rassemblé les chartes des archevêques des XIe et XIIe siècles (Thèse de IIIe cycle, 1982 ; édition augmentée en préparation) puis soutenu en 2000 une thèse d'Etat sur Les archevêques de Reims et leur Église aux XIe – XIIe siècles, éditée en 2005 (Langres, Dominique Guéniot, 814 p.), couronnée par le premier Prix Gobert de l’Académie des inscriptions et belles-lettres). Enfin il s'est intéressé au sacre du roi, sur lequel il publie une synthèse richement illustrée (Strasbourg, La Nuée Bleue, 2016, 288 p.) qui a reçu la première médaille des Antiquités de la France de l’Académie des inscriptions et belles-lettres et Prix Provins Moyen Age.  
Par ailleurs, il a consacré de nombreux travaux à l'histoire de la vigne et du vin de Champagne et d'une façon générale au patrimoine et à l'histoire de la région, tout en étant fortement investi dans les sociétés savantes, au niveau local et national. 

## Publications

### Ouvrages
- Le Sacre du Roi, Éditions La Nuée Bleue, Strasbourg, 2016, 287 pages. Prix Provins Moyen Age 2017
- Genèse d’une cathédrale. Les archevêques de Reims et leur église aux XIe et XIIe siècles, éd. Dominique Guéniot, Langres, 2005, 814 p.
- L'enfant et la cathédrale, Larousse, Paris, 2009, Coll. L'Histoire comme un roman, 290 p.
- Reims, ville d’art et d’histoire, La Goélette, Paris, 1992, 124 p.
- Notre-Dame de Reims, sanctuaire de la royauté sacrée, C.N.R.S. Éditions, Paris, 2008, 158 p.
- Petite vie de saint Remi, Desclée de Brouwer, Paris, 1997, 180 p.
- Saint Vincent : Histoire et légende, La Goélette - Archiconfrérie Saint-Vincent de la Champagne, Paris -Epernay, 2015, 64 p.
- Les Cathédrales, Que sais-je ? P.U.F., Paris, 2007, 128 p. Édition grecque, Lambrakis Press, Athènes, 2008 ; édition portugaise, "As catedrais", Publicações Europa -América, Mem Martins, 2008 ; édition japonaise, Hakusuisha, Tokyo, 2010.
- Reims. Le palais du Tau et le trésor de Notre-Dame, Éditions du Patrimoine, Paris, 2008, 48p. ed. anglaise, Reims. The Palais du Tau and the Tresor de Notre-Dame, ibid. Réédition 2012 et 2016
- La Cathédrale de Reims - Guide du visiteur, éditions La Goélette, Paris, 1983, 48 p. Traduit en anglais/allemand/italien/espagnol et russe. Réedition mise à jour annuelle

### Thèse d’État
- Genèse d’une cathédrale. Les archevêques de Reims et leur église aux XIe et XIIe siècles, éd. Dominique Guéniot, Langres, 2005, 814 p.

### Thèse deIIIecycle
- Recueil des actes des archevêques de Reims d’Arnoul à Renaud II (997-1139), Nancy II, 3 vol. dact. 304 + 657 p.

### Participation à des ouvrages collectifs
- Histoire des vins de Champagne, Champagne, le vin secret, dir. Richard Marchal, Epure, Reims, 2011, p. 25-53.
- Les Templiers et la papauté, Templiers. De Jérusalem aux commanderies de Champagne, dir. A. Baudin, G. Brunel et N. Dohrmann, Somogy/Archives Nationales, Paris, 2012, p. 62-67.
- Encyclopédie des caves de Champagne, dir. M.Guillard et P.-M.Tricaud, Coll. Inventaire des territoires, Yvelinédition, Mercurol, 2014.

### Direction d'ouvrages
- Reims, la Cathédrale, coll. Le ciel et la pierre, Zodiaque, La Pierre-Qui-Vie 2000, 388 p.
- éd.allemande, Reims, Die Kathedrale, Schnell und Steiner, Regensburg, 2001
- Nouveaux Regards sur la cathédrale de Reims, Actes & colloque international des 1er et 2 octobre 2004, Dominique Guéniot, Langres, 2008, 226 p.
- Reims, coll. La grâce d'une cathédrale, La Nuée Bleue, Strasbourg, 2010, 544 p.
- Reims, une métropole dans l'histoire. La ville antique et médiévale, Dominique Guéniot, Paris, 2014, 252p
- La cathédrale de Reims, PUPS, Paris, 2017, 545 p.

Bibliographie complète
Sociétés savantes

## Distinctions

### Françaises
- Chevalier de la Légion d'honneur [4] (2013)
- Chevalier de l'ordre national du Mérite (2002)
- Commandeur de l'ordre des Palmes académiques (2011)
- Chevalier de l'ordre du Mérite agricole (2016)
- Chevalier de l'ordre des Arts et des Lettres (1993)
- Médaille de la Ville de Reims (1991)
- Grande médaille d'or de l'Archiconfrérie des Vignerons de Champagne (2006)

### Étrangères
- Commandeur de l'Ordre de Saint Grégoire-le-Grand (2011)